# Orde de Santa Clara
Les monges de l'Orde de Santa Clara o Orde de Germanes Pobres de Santa Clara o clarisses (claresses segons Joan Coromines) (en llatí Ordo Sanctae Clarae, O.S.C.) són les religioses de vots solemnes que pertanyen a l'orde religiós fundat per Sant Francesc d'Assís i Santa Clara d'Assís (de qui en deriva el nom "clarissa") en 1212. Constitueixen el Segon Orde de Sant Francesc, dintre de la família franciscana (el primer és l'orde masculí de frares i el tercer, els laics que viuen d'acord amb la regla). Segueixen la regla aprovada per Innocenci IV el 1253.

## Història
El segon orde franciscà va néixer la nit del 18 al 19 de març de 1212, quan Clara, fugitiva de casa seva, anà a la Porciúncula d'Assís, on va trobar Sant Francesc. El sant li tallà els cabells i li imposà el vel monàstic, consagrant-la a la vida religiosa. Inicialment, Clara va ser reclosa a un monestir benedictí. Quan altres dones (entre elles la seva germana Agnès) feren el mateix, s'instal·laren plegades a la vora de l'església de San Damiano, a la rodalia d'Assís. Allí van començar a ser conegudes com a Dames Pobres de Sant Damià o Damianites.

### La Regla de Santa Clara
La regla de vida de l'orde van ser inicialment unes instruccions simples dictades per Sant Francesc, basades en l'estricta pobresa de la comunitat i la seva dedicació a la pregària, la contemplació i el servei als altres. Aquestes observances van haver de donar pas, en 1215, a la Regla de Sant Benet, tal com establia el cànon XIII del Concili Laterà IV, que prohibia noves regles d'ordes religiosos.
A partir de 1218 el cardinal Ugolino dei Conti di Segni (després papa Gregori IX) va formular una nova regla, molt rígida, que preveia la clausura de les monges. La regla va ser revisada i redactada novament per Santa Clara, per la qual cosa se'n diu Regla de Santa Clara, i va ser aprovada per Innocenci IV el 9 d'agost de 1253, dos dies abans de la mort de Clara. És l'única regla d'un orde religiós escrita per una dona.

### Regla urbaniana i divisió de les clarisses
Llavors ja hi havia diverses comunitats de clarisses i no totes acceptaren la nova regla de Santa Clara. Per això, el cardenal Gaetano Orsini, protector de l'orde, va redactar-ne una de nova aprovada per Urbà IV el 18 d'octubre de 1263, coneguda com a regla urbaniana.
La nova regla, menys rigorosa, permetia a les religioses posseir béns en comú, infringint el privilegi de la pobresa que Gregori IX havia concedit a l'orde en 1228 i recollita a la regla original aprovada per Innocenci IV, segons el qual, ningú no podria obligar a l'orde a tenir béns o propietats. L'orde es dividí llavors en dues congregacions:
- les anomenades damianites, avui anomenades monges clarisses per antonomàsia, fidels a la regla del 1253: van ser molt poques; amb el temps, també van renunciar al "privilegi de la pobresa" i van acceptar de tenir propietats com a mitjà per a obtenir rendes que permetessin la subsistència de la comunitat. Van adoptar, llavors, la regla d'Urbà IV.[3]
- les Clarisses Urbanistes, que seguien la regla del 1263.[3]

Posteriorment, nasqueren noves congregacions de clarisses. Avui en subsisteixen:
- Clarisses Coletines o Descalces, nascudes en 1406 per la reforma de Santa Coleta de Corbie al monestir de Besançon[3]
- Clarisses Caputxines, fundades a Nàpols en 1535 per Maria Llorença Llong.[3]

## Activitat i difusió en l'actualitat
Les monges clarisses són un orde mendicant de clausura, en la pràctica un orde monàstic: les seves religioses es dediquen prioritàriament a la pregària contemplativa. Cada monestir és una comunitat autònoma i és dirigit per una abadessa electa per un període determinat. Generalment depèn de la jurisdicció d'un bisbe i, en el pla espiritual, està vinculat a l'Orde de Sant Francesc. Formen part, com a segon orde, de la família franciscana.
Al final de 2005 hi havia 562 monestirs de clarisses arreu del món, amb 7.565 monges.

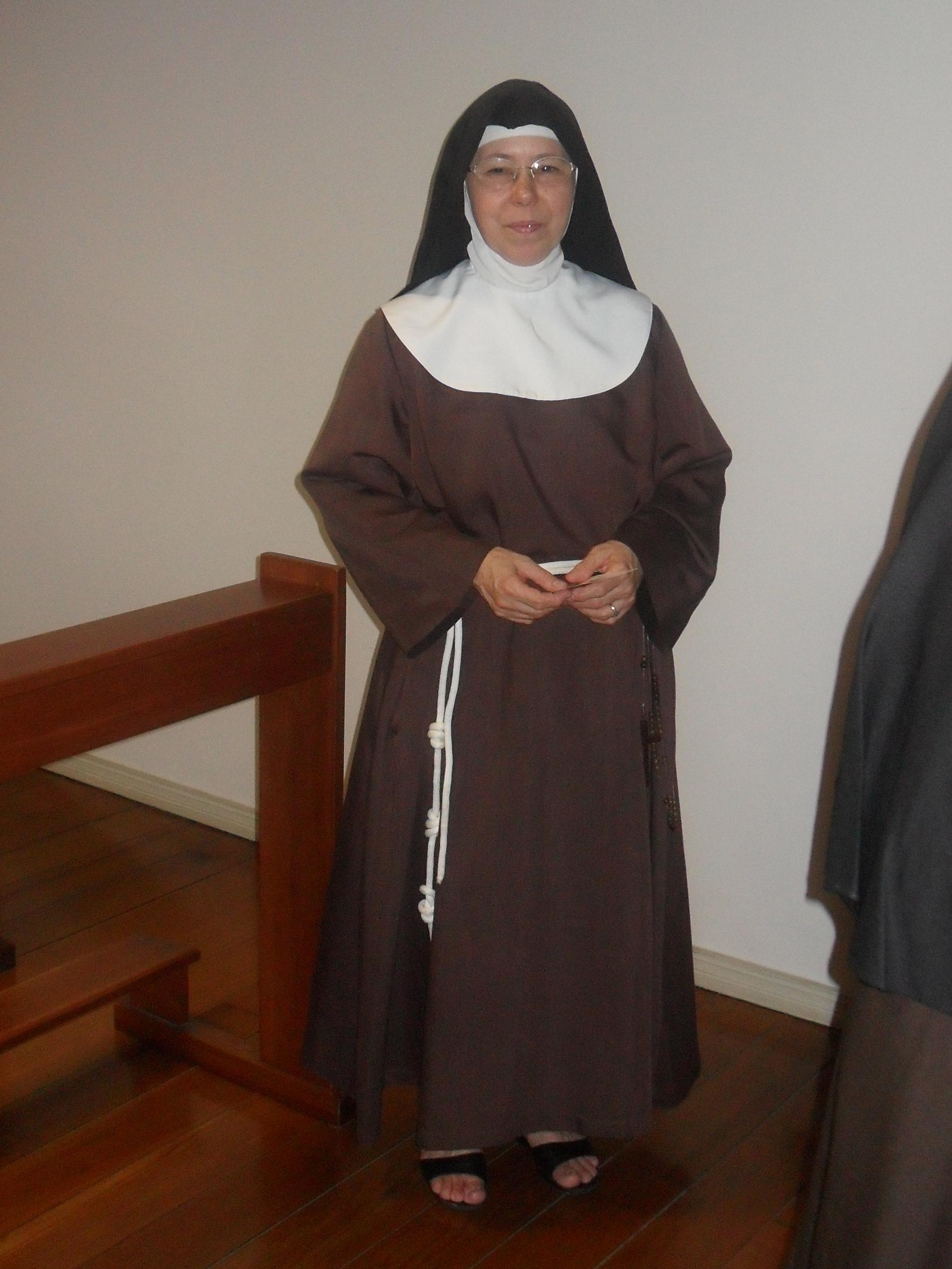
Monja clarissa

## Galeria d'imatges

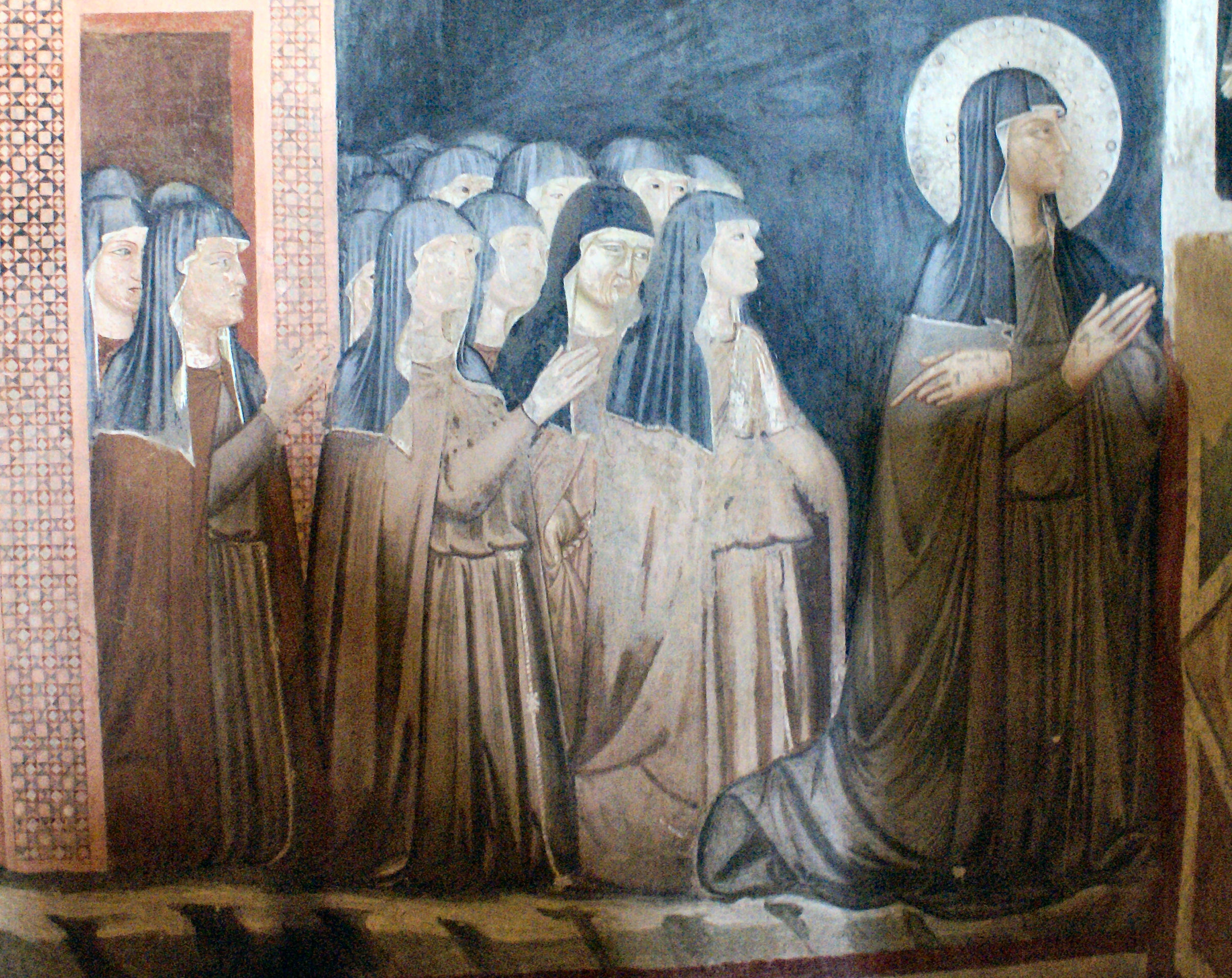
Santa Clara i algunes monges; fresc de S. Damiano (Assís), s. XIV
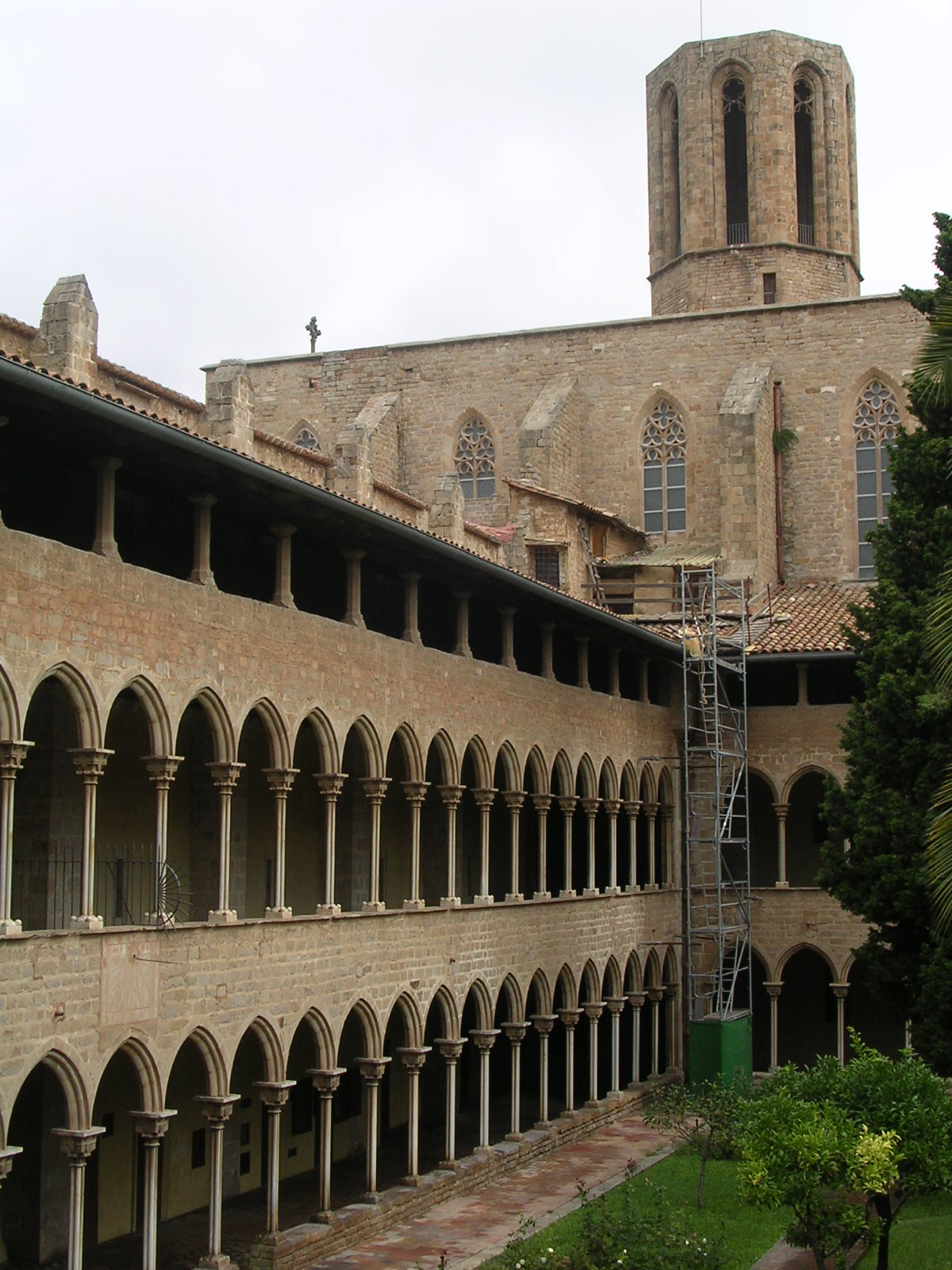
Claustre i església del monestir de Pedralbes, a Barcelona
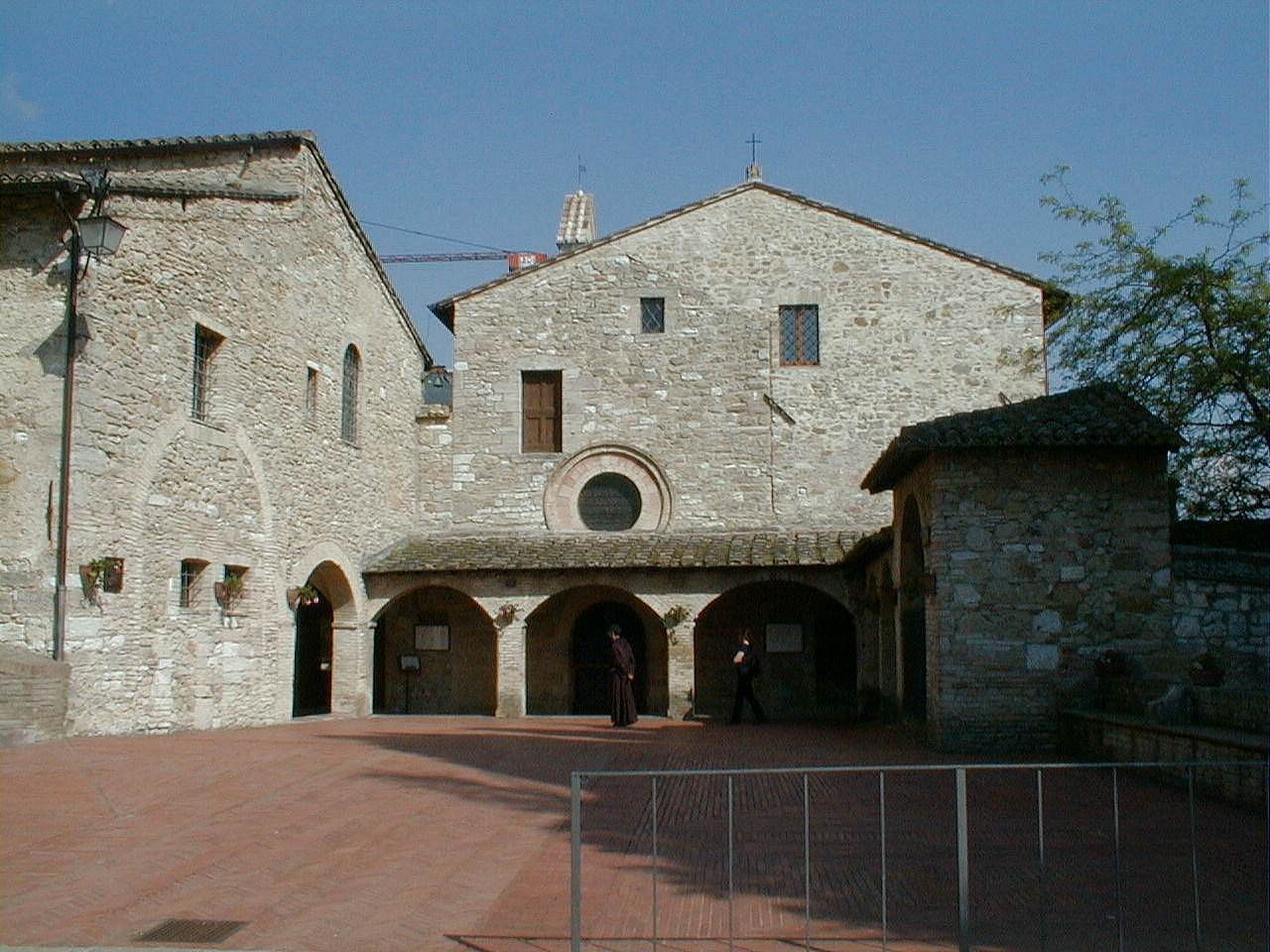
S. Damià d'Assís va ser la primera casa de l'orde